# Luke Newberry
Luke Newberry (Exeter, 19 febbraio 1990) è un attore britannico.
È noto soprattutto come protagonista della serie In the Flesh.

## Biografia
Nato a Exeter nel Devon, ha frequentato il Clyst Vale Community College a Broadclyst prima di iscriversi all'Exeter College. A diciotto anni, si è iscritto alla Bristol Old Vic Theatre School per studiare recitazione. Si è diplomato nel 2011.
Newberry è stato scritturato per la prima volta a sette anni. A undici anni, è comparso nel film The Heart of Me, con Helena Bonham Carter. Ha recitato anche sul palco, recitando nei panni di Emone nell'Antigone di Sofocle. 
Nel 2011 è stato scelto per interpretare Teddy Lupin in Harry Potter e i Doni della Morte - Parte 2, ma le scene in cui compare sono state tagliate dal film.
Nel 2012 compare nell'episodio Scandalo a Belgravia di Sherlock, interpretando un giovane poliziotto. 
Dal 2013 Newberry recita come protagonista nella serie In the Flesh.

## Filmografia

### Cinema
- The Heart of Me, regia di Thaddeus O'Sullivan (2002)
- 8 Minutes Idle, regia di Mark Simon Hewis (2012)
- Anna Karenina, regia di Joe Wright (2012)
- Quartet, regia di Dustin Hoffman (2012)
- Frankenstein's Army, regia di Richard Raaphorst (2013)
- Hercules - La leggenda ha inizio (The Legend of Hercules), regia di Renny Harlin (2014)

### Televisione
- Thin Ice, regia di Ian White – film TV (2000)
- My Dad's the Prime Minister – serie TV, 11 episodi (2003-2004)
- Doctors – serial TV, puntata 9x126 (2007)
- Sherlock – serie TV, episodio 2x01 (2012)
- Mrs Biggs - serie TV, 1 episodio (2012)
- Lightfields – serie TV, 5 episodi (2013)
- In the Flesh – serie TV, 9 episodi (2013-2014)
- Suspects - serie TV, 3 episodi (2014)
- Cucumber - serie TV, episodio 1x05 (2015)
- Banana - serie TV, episodio 1x05 (2015)
- Delitti in Paradiso (Death in Paradise) - serie TV, episodi 6x05-6x06 (2017)
- Gentleman Jack - Nessuna mi ha mai detto di no – serie TV, episodi 2x07-2x08 (2022)